# فرانک سیگنورینو
فرانک سیگنورینو (انگلیسی: Franck Signorino؛ زادهٔ ۱۹ سپتامبر ۱۹۸۱) بازیکن فوتبال اهل فرانسه است.
از باشگاه‌هایی که در آن بازی کرده‌است می‌توان به باشگاه فوتبال نانت، باشگاه فوتبال متس، باشگاه فوتبال استاد رنس، باشگاه فوتبال رویال شارلوا، و باشگاه فوتبال ختافه اشاره کرد.